# César Snoeck
César Snoeck (Ronse, 9 oktober 1834 - Ronse, 20 april 1898) was een befaamd Belgisch verzamelaar van muziekinstrumenten en wist een van de rijkste verzamelingen van Europa aan te leggen.

## Biografie
César Snoek werd geboren als zoon van een Gentse drukkersfamilie en volgde in 1862 na zijn studies aan de Universiteit in Gent zijn vader op als notaris. Zijn passie voor muziekinstrumenten begon al in zijn studententijd zodat hij reeds in 1854 een mooie verzameling muziekinstrumenten had aangelegd. In die tijd was er nog weinig belangstelling voor oude instrumenten en waren ze goedkoop op de kop te tikken. Op die manier slaagde hij er na enkele jaren in een der rijkste verzamelingen in Europa aan te leggen.

## Verzameling
Zijn verzameling telde ruim 2150 stuks en was ondergebracht in Villa Snoeck in Ronse. Na zijn dood in 1898 werd de collectie aangeboden aan het Conservatorium te Brussel. Victor-Charles Mahillon (1841-1924), eerste conservator van het Instrumentenmuseum van het Koninklijk Muziekconservatorium van Brussel, was niet echt geïnteresseerd, omdat de collectie te veel instrumenten bevatte die sterk leken op stukken uit zijn eigen collectie. Na zijn weigering en die van de Belgische staat raakte de collectie verspreid in het buitenland. 
Met de financiële steun van de Duitse keizer Wilhelm II verhuisden in 1902 meer dan 1.400 instrumenten van de collectie Snoeck naar het Berlijnse Muziekinstrumentenmuseum.  In 1943 ging evenwel een groot deel van de Duitse collectie verloren door de bombardementen tijdens de Tweede Wereldoorlog. Vandaag de dag zijn de vier 17e-eeuwse Ruckers klavecimbels en een van de weinige originele dwarsfluiten door Jean en Jacques Hotteterre uit de collectie Snoeck belangrijke blikvangers in de collectie van het Berlijnse museum. Een tweede omvangrijk onderdeel van de collectie Snoeck werd verworven door baron von Stackelberg, Directeur van de Keizerlijke Kapel van Sint-Petersburg.
Na deze belangrijke aankopen was alleen nog de verzameling van 437 instrumenten uit de Nederlanden te koop. Ondanks zijn eerdere weigering, hoopte Victor-Charles Mahillon evenwel dat de instrumenten uit onze gewesten niet naar het buitenland zouden vertrekken, aangezien het museum er toen hooguit een honderdtal bezat. In 1908 kocht de mecenas Louis Cavens (1850-1940) de resterende instrumenten, waaronder een aanzienlijke hoeveelheid strijkinstrumenten, van de collectie Snoeck en schonk deze aan Museum van het Conservatorium te Brussel. De strijkinstrumenten vormen vandaag de dag het interessantste deel van de collectie van het Muziekinstrumentenmuseum in Brussel (MIM), die uitblinkt in verscheidenheid en kwaliteit.

## Wetenswaardigheden
Op gespecialiseerde veilingen is de naam van César Snoeck een goede referentie. In 2009 werd tijdens een veiling door Christies in New York een Viola da gamba uit de collectie Snoeck verkocht voor $215.000.
De Villa Snoeck in Ronse werd in de jaren 1850 gebouwd door notaris Charles Alexander Snoeck voor zijn zoon, César Snoeck die hem in 1862 opvolgde als notaris en hier zijn oude instrumentencollectie onderbracht. De villa werd gebouwd op de funderingen en souterrain van het poortgebouw van het in 1823 gesloopte Kasteel van Ronse.
In Ronse is er een straat genoemd naar deze bekende Ronsenaar.